# Salvatore Branciforte
Salvatore Branciforte Branciforte, principe di Butera (Palermo, 2 giugno 1727 – Napoli, 15 gennaio 1799), è stato un nobile, politico e militare italiano.

## Biografia
Nacque a Palermo il 2 giugno 1727, da Ercole Michele, duca di Branciforte, e dalla di lui consorte la nobildonna Caterina Branciforte Ventimiglia, IX principessa di Butera, di cui era il maggiore di quattro figli.
Investito del titolo di Principe di Pietraperzia il 12 marzo 1738, su refuta fatta dai genitori, ebbe fin da giovane incarichi diplomatici e militari per la Corona borbonica: nel 1747, la Deputazione del Regno lo nominò ambasciatore per congratularsi della nascita del principe Filippo di Borbone-Spagna.; nel 1754, il re Carlo III di Spagna, lo nominò colonnello di un reggimento di fanteria, composto dallo stesso Branciforte a sue spese nella Val di Noto, in Sicilia orientale. Nel 1756, il Branciforte fu nominato Gentiluomo di Camera con esercizio del Re.
Alla morte della madre, avvenuta nel 1763, ne ereditò, oltre l'enorme patrimonio fondiario e feudale, il Grandato di Spagna. Tuttavia, egli preferì cedere temporaneamente la sua eredità al padre. Dopo la morte di quest'ultimo, avvenuta nel 1764, Branciforte, il 30 giugno 1765, venne investito dei beni feudali della famiglia, assommando i titoli di Principe di Butera e di Pietraperzia, nonché di Marchese di Barrafranca e di Militello, di Conte di Raccuja e di Mazzarino, di Barone di Belmonte, di Radalì, di Torre della Falconara, di Cassibile e di Fontana murata, di Signore di Occhiolà e di Santa Maria di Niscemi.
Nel 1762-63, a Palermo fu fondata la loggia massonica "San Giovanni di Scozia", di rito inglese, alla quale aderì il Principe di Butera, che nel 1765 ne fu eletto Maestro Venerabile.
Nel 1772 venne nominato brigadiere dell'esercito regio, detenendo al contempo l'incarico di cavallerizzo maggiore a corte. Malgrado i lunghi soggiorni a Napoli, il Principe di Butera si occupò dell'amministrazione del suo patrimonio, e in particolare della ristrutturazione della dimora di famiglia, e dell'urbanistica di Bagheria, centro del Palermitano sorto attorno alla villa.
Morì a Napoli il 15 gennaio 1799.

### Matrimoni e discendenza
Il principe Salvatore Branciforte, sposò il 18 novembre 1742, la zia materna Maria Rosalia Branciforte Ventimiglia, vedova di Antonino Bonanno Filangieri, duca di Montalbano. Dopo la morte della prima moglie, nel 1749, da cui non ebbe eredi, impalmò, in seconde nozze, il 25 aprile 1750, con Marianna Pignatelli Tagliavia d'Aragona Cortés, figlia di Diego, duca di Monteleone, da cui ebbe cinque figli: Ercole Michele, Caterina, Ferdinanda, Gaetano e Vincenzo.